# Mieczysław Wysiecki
Mieczysław Józef Wysiecki (ur. 10 października 1935 w miejscowości Ugoszcz) – polski inżynier, profesor, nauczyciel akademicki, rektor Politechniki Szczecińskiej (1999–2005).

## Życiorys
W 1961 roku ukończył studia na Wydziale Budowy Maszyn Politechniki Szczecińskiej. W 1968 uzyskał stopień naukowy doktora, habilitował się w 1976 (odpowiednio na Politechnice Poznańskiej i Politechnice Łódzkiej). W 1997 otrzymał tytuł profesora nauk technicznych. Specjalizuje się w zakresie inżynierii materiałowej, w tym inżynieria powierzchni, obróbce cieplnej i metaloznawstwie.
Przez wiele lat zawodowo związany z Politechniką Szczecińską, w 1990 objął stanowisko profesora nadzwyczajnego, a w 1999 profesora zwyczajnego. Na PS pełnił funkcje kierownika Zakładu Metaloznawstwa, dyrektora Instytutu Inżynierii Materiałowej, a w latach 1984–1990 i 1993–1999 dziekana Wydziału Mechanicznego. Od 1999 do 2005 przez dwie kadencje był rektorem Politechniki Szczecińskiej. Później został wykładowcą Zachodniopomorskiego Uniwersytetu Technologicznego w Szczecinie.
Opublikował m.in. trzy monografie (w tym Nowoczesne materiały narzędziowe), jest autorem pięciu patentów. Został członkiem Komitetu Nauki o Materiałach PAN, prezesem Szczecińskiego Towarzystwa Naukowego.
W wyborach w 2005 bez powodzenia kandydował do Senatu z ramienia Partii Demokratycznej, będąc członkiem tego ugrupowania.
Jest żonaty, ma dwóch synów.

## Odznaczenia
Odznaczony m.in. Krzyżem Kawalerskim (1998) i Oficerskim (2005) Orderu Odrodzenia Polski i Medalem Komisji Edukacji Narodowej.